# Bhūmi
U hinduizmu, Bhūmi (ili Bhūmī-Devī) božica je koja predstavlja Majku Zemlju. Njezin je otac bog Prajapati, „gospodar (svih) stvorenja”. Bhūmin muž je bog-vepar Varaha, avatar boga Višnua te je njihov sin Mangala, bog koji predstavlja planet Mars. Bhūmi je poznata pod mnogim imenima te je jedan njezin oblik božica Prithvi.
Ovo su druga Bhūmina imena: Bhuvati, Bhuvaani, Bhuvaneshwari, Bhuvanendri, Bhuvisha, Avaani, Avni, Avanendri, Dharti, Dhaatri, Dharani, Vasudha, Vasundhara, Vaishnavi, Kashyapi, Urvi, Urvisha, Urvishi/Urvishwari, Urvivati, Ira, Iravati, Iravaani, Ela, Elavati, Elavaani, Varahi, Vasumati, Dhanshika, Hema, Hemavati, Hemaalaya, Hemamaalini i Hiranmaya.
Bhūmi se često prikazuje s četiri ruke, kako drži mogranj.